# 宁波圣教堂
宁波江东圣教堂是位于中国浙江省宁波市的一座基督教堂。该堂曾是英国基督徒公会在华总部。基督徒公会是一个完全由女性传教士组成的基督教差会，在华的传教范围始终局限在宁波附近一带。1897年，华以沙伯在宁波江东张斌桥（东郊路50号）建造了圣教堂。1898年，华以利沙伯在宁波江东张斌桥上茅巷建造的宁波圣教堂举行盛大的开堂典礼，基督徒公会也正式成立，华以利沙伯自任会督。
抗战以后，圣教堂改由华人牧师负责。1958年，圣教堂信徒被并入百丈路原循道公会江东堂的联合礼拜，圣教堂被迫关闭改作他用。直到1989年4月才得以复堂。1997年，圣教堂因旧城改造被拆建，2000年，圣教堂新堂重建竣工，交付使用。 